# Raphael Wilczek
Raphael Wilczek (* 1951 in Günzburg) ist ein deutscher Schauspieler und Hörspielsprecher.

## Wirken
Raphael Wilczek besuchte die Neue Münchner Schauspielschule. Nach verschiedenen Theaterengagements wandte er sich dem Fernsehen zu und wirkte dort in über 100 Produktionen mit. Bekannt wurde er in der Mitte der 1980er Jahre durch seine Rolle des Joe Felden in der österreichisch-deutschen Aussteiger-Serie Der Sonne entgegen. Als Sprecher vernimmt man ihn in Hörspielen, Hörbüchern und Synchronisationen.
Raphael Wilczek lebt in München.

## Filmografie (Auswahl)
- 1976: Einöd (Fernsehfilm)
- 1976: Inspektion Lauenstadt (Fernsehserie, 1 Folge)
- 1978:  Zwei himmlische Töchter und die Gimmicks (Fernsehserie, 1 Folge)
- 1978–1980: Die unsterblichen Methoden des Franz Josef Wanninger (Fernsehserie, 6 Folgen)
- 1980: Achtung Zoll! (Fernsehreihe)
- 1982: Die Krimistunde (Fernsehserie, Folge 2, Episode: "Tschüs, Charlie!")
- 1983: Die Krimistunde (Fernsehserie, Folge 5, Episode: "Der Handschuhtäter")
- 1984: Auf Achse (Fernsehserie, 1 Folge)
- 1985: Sterne fallen nicht vom Himmel (Fernsehfilm)
- 1985: Die Krimistunde (Fernsehserie, Folge 17, Episode: "Wer leistet mir Gesellschaft?")
- 1985: Der Sonne entgegen (Fernsehserie, 12 Folgen)
- 1987: Die Krimistunde (Fernsehserie, Folge 26, Episode: "Der Kandidat")
- 1989: Das Nest (Fernsehserie, 1 Folge)
- 1990: Der Fahnder (Fernsehserie, 1 Folge)
- 1993–1994: Macht der Leidenschaft (Fernsehserie)
- 1994: Wildbach (Fernsehserie, 1 Folge)
- 1997: Frauenarzt Dr. Markus Merthin (Fernsehserie, 4 Folgen)
- 1997–1998: Derrick (Fernsehserie, 3 Folgen)
- 1999: Unser Lehrer Doktor Specht (Fernsehserie, 4 Folgen)
- 1986–2000: Ein Fall für zwei (Fernsehserie, 4 Folgen)
- 1998–2005: Siska (Fernsehserie, 5 Folgen)
- 2001–2005: Der Alte (Fernsehserie, 2 Folgen)
- 2013: Wie du mir so ich dir (Kurzfilm)

## Hörspiele (Auswahl)
- 1974: Hannelies Taschau: Vier Zimmer, Küche, Bad (20. Folge: Half-moon) – Regie: Hans Gerd Krogmann
- 2004: Max Kruse: Urmel zieht zum Pol – Regie: Egon L. Frauenberger
- 2008: Max Kruse: Urmel spielt im Schloss – Regie: Egon L. Frauenberger
- 2014: André Marx: Die drei ??? – Der verrückte Erfinder – Regie: Ulf Blanck